# Sam Morsy
Samy Sayed Morsy (Wolverhampton, Inglaterra, 10 de septiembre de 1991) es un futbolista egipcio que juega en la posición de centrocampista para el Kuwait S. C. de la Liga Premier de Kuwait.

## Trayectoria
Nació en Wolverhampton, de padre egipcio y madre inglesa, comenzó su carrera en las categorías inferiores del Wolverhampton Wanderers F. C. En 2009 debutó como profesional en el Port Vale F. C. de la Football League Two. En el verano de 2013 fue transferido al Chesterfield F. C. y en 2016 al Wigan Athletic F. C., que lo mandó a préstamo por una temporada al Barnsley F. C. En 2018 logró con el Wigan Athletic F. C. el ascenso a la English Football League Championship, segunda categoría del fútbol inglés. En septiembre de 2020 firmó por tres años con el Middlesbrough F. C. Estuvo solo uno de ellos, ya que el 31 de agosto de 2021 se marchó al Ipswich Town F. C.
Disputó 165 partidos en cuatro temporadas en Ipswich, marcó once goles y ayudó a conseguir dos ascensos consecutivos de League One a Premier League. Dejó el club en julio de 2025 para irse al Kuwait S. C.

## Selección nacional
Nació en Inglaterra, pero decidió jugar por Egipto. El 30 de agosto de 2016 hizo su debut en la selección de fútbol de Egipto en un amistoso contra el seleccionado de Guinea. El 13 de mayo de 2018 fue seleccionado por el seleccionador Héctor Cúper para integrar la lista de Egipto que disputará la Copa Mundial de Fútbol de 2018.

## Clubes
| Club                 | País       | Año       |
| -------------------- | ---------- | --------- |
| Port Vale F. C.      | Inglaterra | 2009-2013 |
| Chesterfield F. C.   | Inglaterra | 2013-2016 |
| Barnsley F. C.       | Inglaterra | 2016-2017 |
| Wigan Athletic F. C. | Inglaterra | 2017-2020 |
| Middlesbrough F. C.  | Inglaterra | 2020-2021 |
| Ipswich Town F. C.   | Inglaterra | 2021-2025 |
| Kuwait S. C.         | Kuwait     | 2025-     |